# Ultranacionalismo

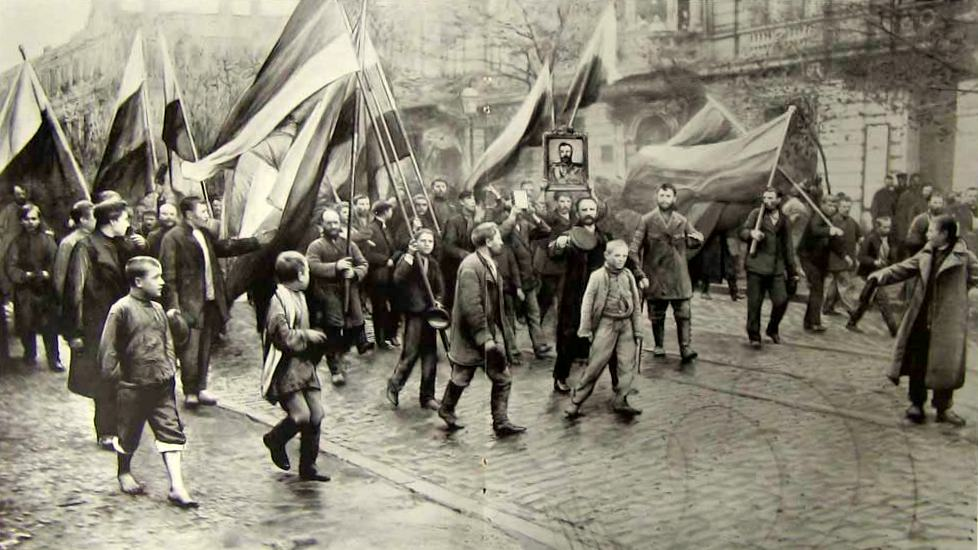
Los ultranacionalistas monárquicos dentro del movimiento de las Centurias Negras marcharon en Odesa, entonces dentro de Rusia, después de que se publicó el Manifiesto de Octubre en 1905.

El ultranacionalismo es un término utilizado en ciencias políticas para referirse al nacionalismo extremista, que promueve el interés de un estado o pueblo por encima de otros pueblos o naciones de la Tierra, o simplemente una devoción extrema hacia la propia nación. El ultranacionalismo es un elemento clave en la formación del fascismo o neofascismo.
En sus formas más extremas y desarrolladas, el ultranacionalismo se asemeja al fascismo, debido a la xenofobia contra otras naciones, el apoyo a regímenes políticos autoritarios basados en el totalitarismo, y un énfasis mítico, basado en el liderazgo de un líder carismático, un partido político o un movimiento religioso, y un amor extremo por la propia nación.
En algunos casos, el ultranacionalismo puede ser de carácter étnico, asumiéndose como racista, tomando la identidad racial como elemento fundamental de cohesión nacional. También incluye ideas de una conexión cultural entre los miembros de la nación y sus antepasados, y se legitima a sí mismo mediante narrativas profundamente mitificadas de períodos culturales o políticos pasados de grandeza histórica, o de antiguas cuentas que saldar contra supuestos enemigos. Generalmente postula la existencia de una manera de sentir y concebir la naturaleza, la vida y al hombre mismo (y su existencia) que se presenta de manera distinta y particular en cada país donde se desarrolla (incluso dentro de una misma nación se manifiestan distintas tendencias proyectándose también en todas las artes) sumado a un culto al carácter nacional o Volksgeist o espíritu del pueblo (del cual nace una sensibilidad y un genio creador que lo identificarían), resaltando esta expresión en las cualidades étnicas de los pueblos. También puede recurrir a extrañas formas de antropología física, genética, e incluso a la eugenesia, para racionalizar sus propias ideas de superioridad racial y destino nacional.
Dentro del romanticismo se reconoce una concepción «orgánica», representada por Herder y Fichte (Discursos a la nación alemana, 1808) que identifica a la nación con rasgos que se heredan (lengua, cultura, territorio, tradiciones) y que están por encima del deseo individual.